# Hafen von Sillamäe
Der Hafen von Sillamäe (estnisch Sillamäe Sadam, kurz: Silport) ist der zweitgrößte Hafen in Estland. Zugleich ist er der östlichste Ostseehafen der EU.
Der Hafen in Sillamäe verfügt über zwei Liegeplätze – einer mit einer Länge von 200 Metern und 12 Metern Tiefgang und der andere mit 260 Metern Länge und 13 Metern Tiefgang, was das Beladen auch großer Schiffe ermöglicht.

## Betreiber
Die AS Sillamäe Sadam ist eine private Betreibergesellschaft.

## Hafenbahn
Die Gleislänge der Hafenbahn beträgt 34 km. Das Hafenbahnnetz ist über eine 5 Kilometer lange Verbindung zum Bahnhof Vaivara an der Bahnstrecke Tallinn–Narva mit dem Netz der estnischen Eisenbahn verbunden. Es gibt hier 6 Rangierlokomotiven.